# Bassariscus astutus
El cacomixtle (también escrito como cacomiztle) o rintel (Bassariscus astutus), también conocido como basáride o basarisco, es un mamífero omnívoro de la familia Procyonidae, a la que también pertenecen los mapaches. Se distribuye desde el sur de Oregón, en Estados Unidos, hasta Oaxaca, en México. Es de tamaño mediano y tiene una larga cola anillada. Es solitario, nocturno y trepador. Se adentra en zonas urbanas, en donde es poco visto debido a sus hábitos nocturnos. Otra especie del mismo género, el cacomixtle meridional o cacomixtle tropical (B. sumichrasti), es similar, pero su cola anillada no es tan marcada. Su nombre procede del náhuatl claco, tlaco, ‘medio’ y miztli, ‘puma’.

## Descripción
El cacomixtle o rintel (por su nombre inglés ringtail)[cita requerida] tiene un pelaje con colores que van del gris amarillento al marrón oscuro con el vientre blanco. Posee un hocico puntiagudo con bigotes largos que se asemejan a los de un zorro (por eso, su nombre en latín: «pequeño zorro inteligente»). El pelaje de su cara es similar a una máscara, ya que sus grandes ojos están delineados de pelaje oscuro, y estos se rodean por una mancha de pelaje claro.

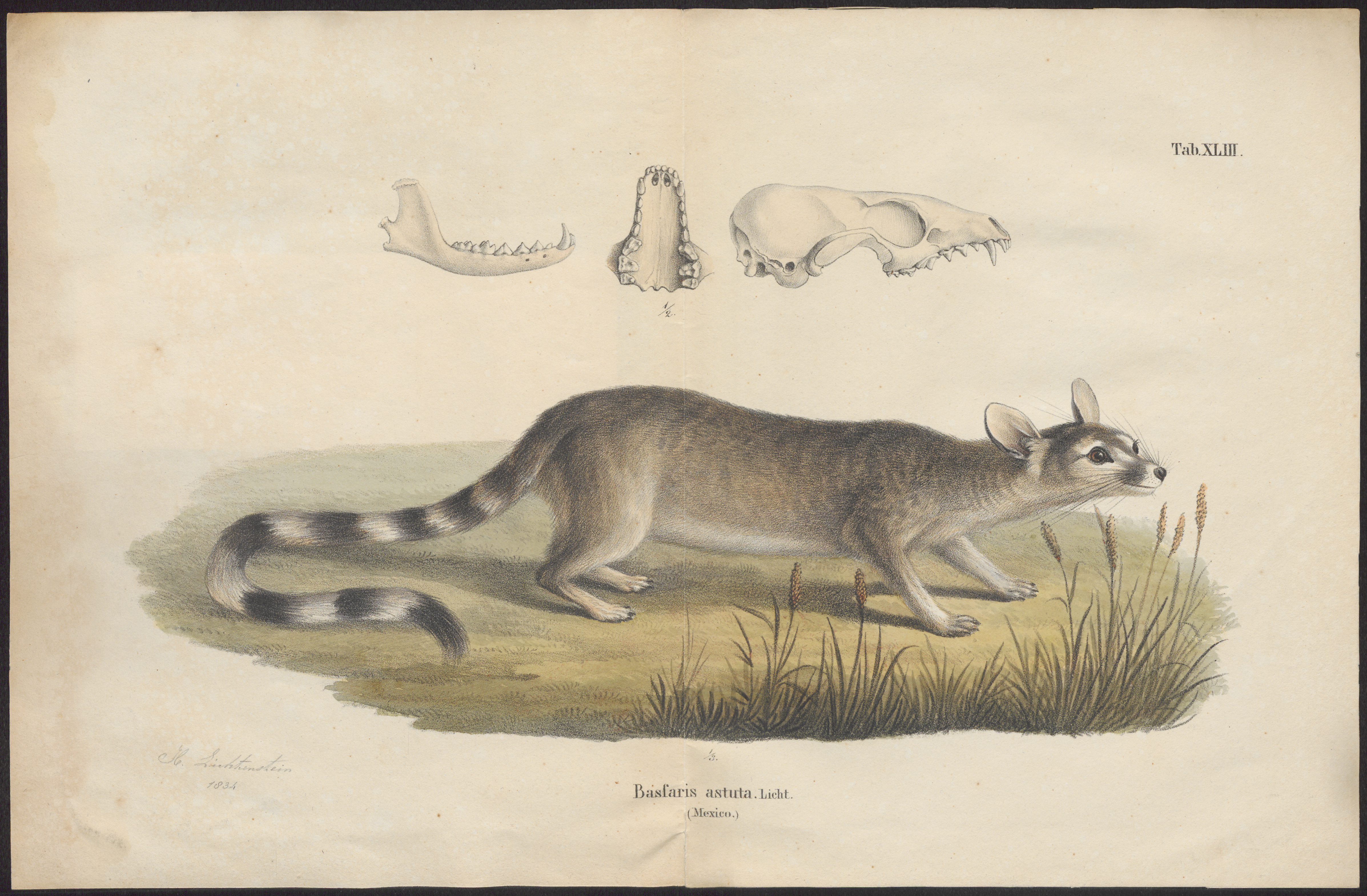
Bassaris astuta. Impresión de Iconographia Zoologica 1700-1880.

Estos animales tienen una característica tupida cola negra que tiene de 14 a 16 anillos blancos, esta suele ser en muchos casos más larga que su cuerpo (midiendo en promedio de 31-43.8 cm).
El cacomixtle en promedio es más pequeño que un gato doméstico, midiendo de 61.6-81.1 cm en total y pesando 0,870-1,100 kg.
Los cacomixtles han sido ocasionalmente cazados por su piel, aunque esta no sea especialmente valiosa. Sin embargo, la caza por su piel ha estado desacelerando considerablemente.

## Hábitat y distribución

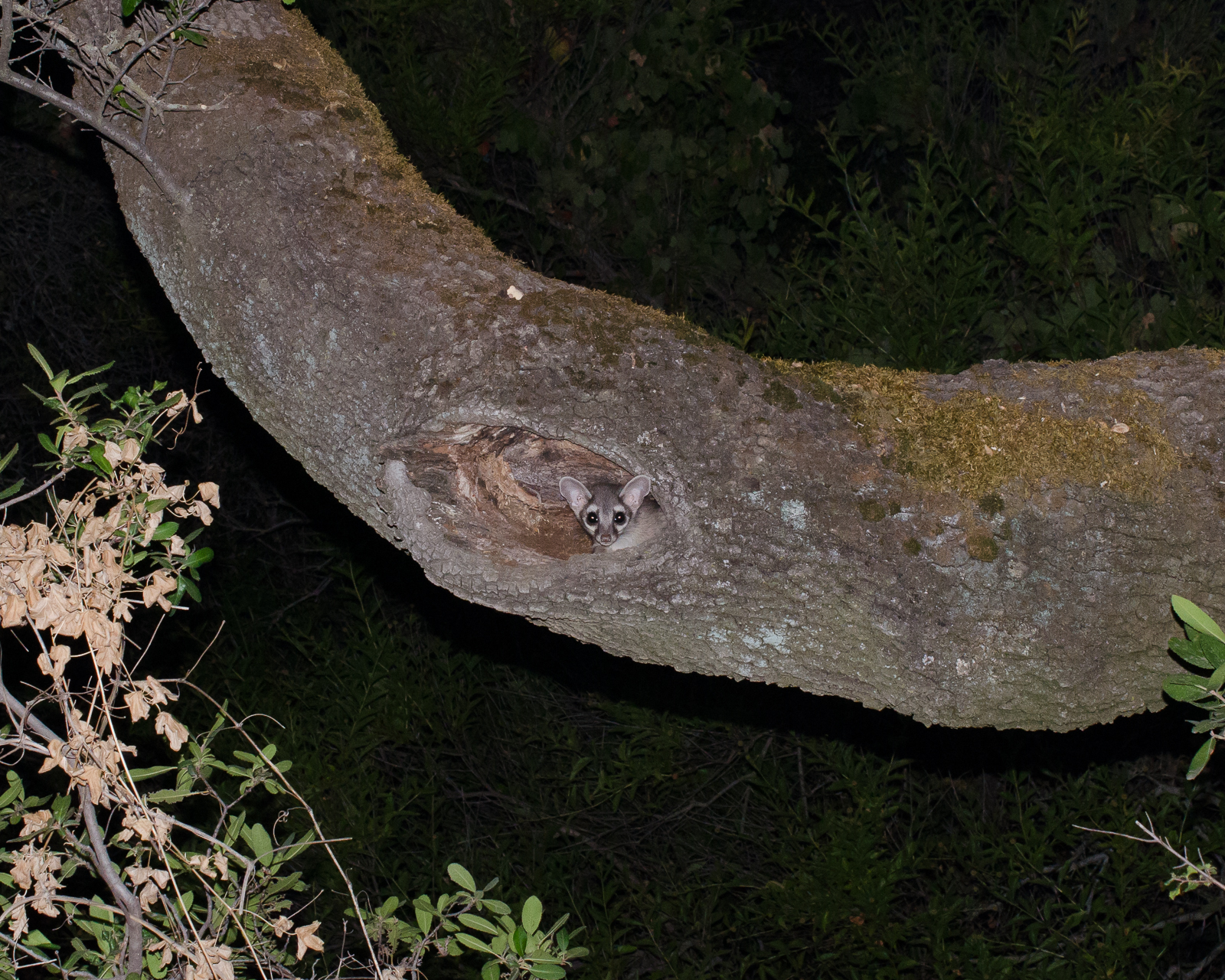
Madriguera de un cacomixtle hembra en un árbol

Se encuentra comúnmente en zonas áridas y rocosas. Sus madrigueras pueden ubicarse en agujeros de árboles o construcciones de madera abandonadas. También les es de preferencia los hábitats rocosos asociados con el agua, como los cañones ribereños, las cuevas o los pozos de las minas.
El cacomixtle se encuentra distribuido en todo el Desierto de la Gran Cuenca, que se extiende por varios estados (Nevada, Utah, California, Colorado, Idaho y Oregón), así como en el Desierto de Sonora en Arizona y el Desierto de Chihuahua en Nuevo México, Texas y en México (en el norte y centro).

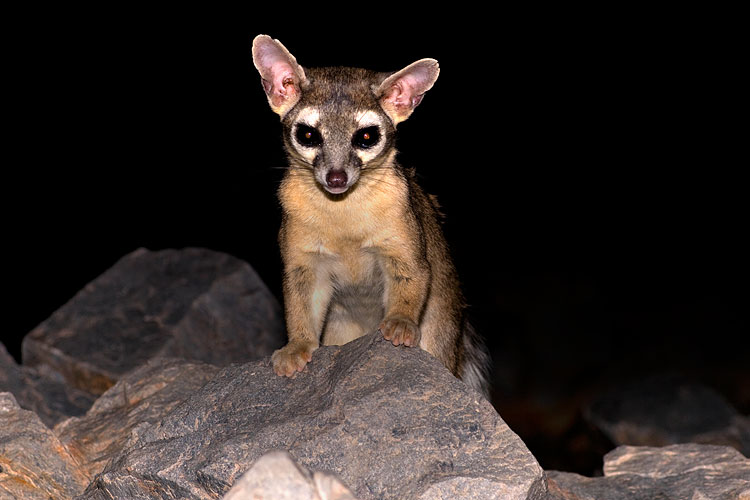
Un cacomixtle en Phoenix, Arizona.

Su distribución se sobrepone a la del cacomixtle meridional en los estados mexicanos de Guerrero, Oaxaca, Puebla, Tlaxcala y Veracruz. También se encuentra en el desierto de la Gran Cuenca: la mayor parte de Nevada y más de la mitad de Utah, así como zonas de California, Idaho y Oregón.
En la Ciudad de México se encuentra en la zona de las alcaldías Azcapotzalco, Gustavo A. Madero, Coyoacán, La Magdalena Contreras, Tlalpan, Álvaro Obregón, Cuajimalpa,  Milpa Alta, Iztapalapa y Xochimilco. En el Estado de México se encuentra en los municipios de Nicolás Romero, Atizapán de Zaragoza, Calimaya, Naucalpan, Tlalnepantla y Huixquilucan. En el estado de Puebla aparece dentro de la región de los Llanos de San Juan.

## Agilidad
La articulación del tobillo del cacomixtle es flexible y puede girarla a más de 180 grados, una característica que lo hace un ágil trepador. Su gran cola le ayuda a mantener el equilibrio al transitar por bordes estrechos y rocas sobresalientes, incluso permitiéndole cambiar de dirección al efectuar una voltereta. Los cacomixtles pueden trepar a través de pasajes estrechos (presionando sus cuatro patas contra una pared y su espalda contra la otra, o presionando las patas en ambas paredes), asimismo, en grietas o aberturas más anchas, logran atravesar rebotando entre las paredes de lado a lado.

## Hábitos
Es un animal nocturno y tímido que no se deja ver con facilidad. Al alcanzar la adultez, estos mamíferos tienen vidas solitarias, por lo general juntándose solamente para el apareamiento.
Estos pequeños animales emiten una gran variedad de sonidos, incluso «cliqueos» y chirridos que se asimilan a los del mapache. Un llamado típico es un fuerte ladrido plañidero.

## Alimentación
Los cacomixtles se alimentan de pequeños vertebrados como aves passeriformes, ratas, ratones, ardillas, conejos, serpientes, lagartijas, ranas y sapos (especialmente en invierno). Sin embargo, el cacomixtle es omnívoro, al igual que todos los procyonidae. Las bayas y los insectos son importantes en la dieta durante todo el año y se convierten en la parte principal de la dieta en primavera y verano, junto con otras frutas como el chile.

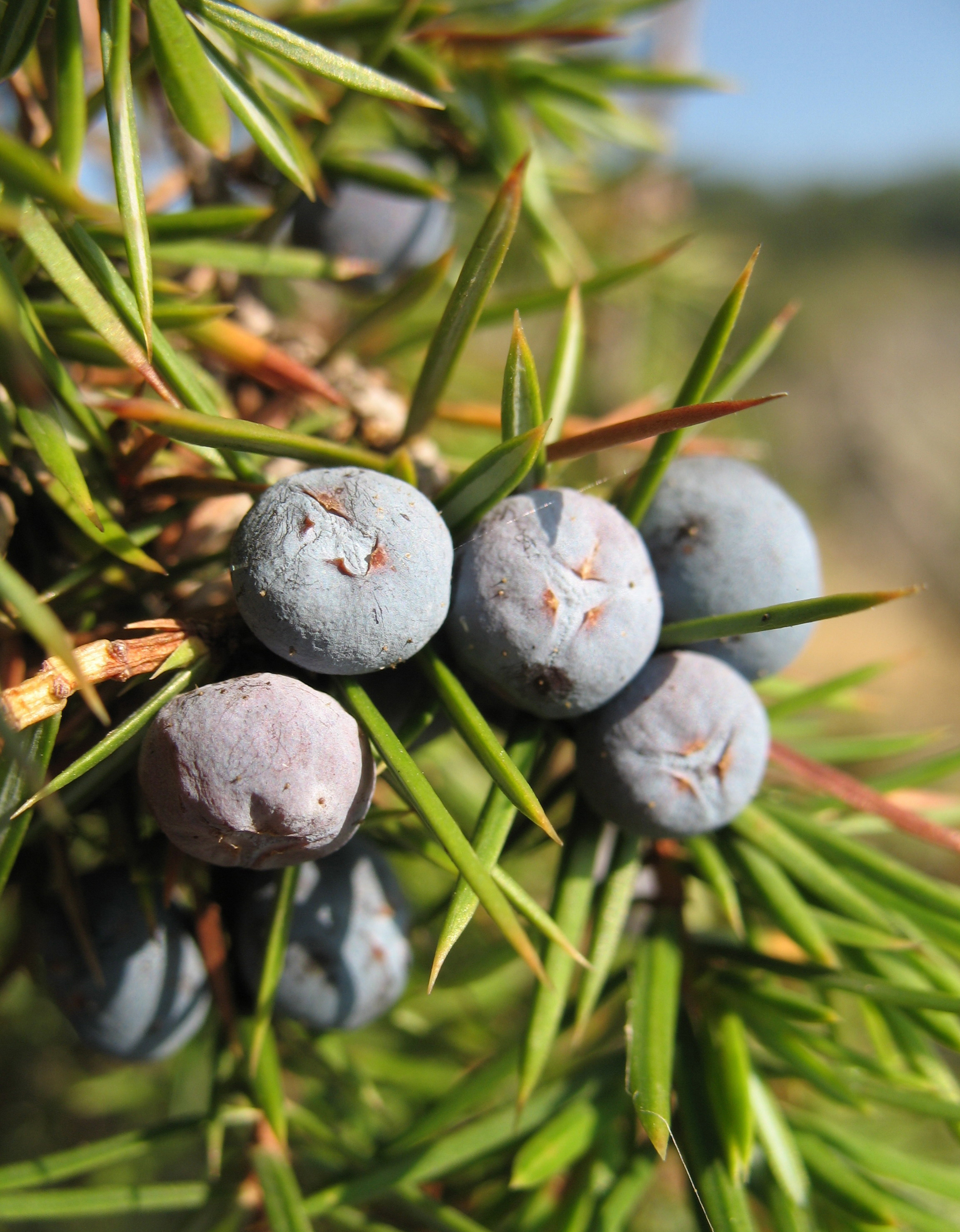
Gálbulos y hojas de Juniperus communis

Ocasionalmente, este mamífero también se alimenta de peces y carroña; también disfruta de los gálbulos del enebro, las zarzamoras, el caqui, la tuna y la fruta en general. Incluso se les ha observado comiendo de comederos para colibríes, néctar dulce o agua azucarada.

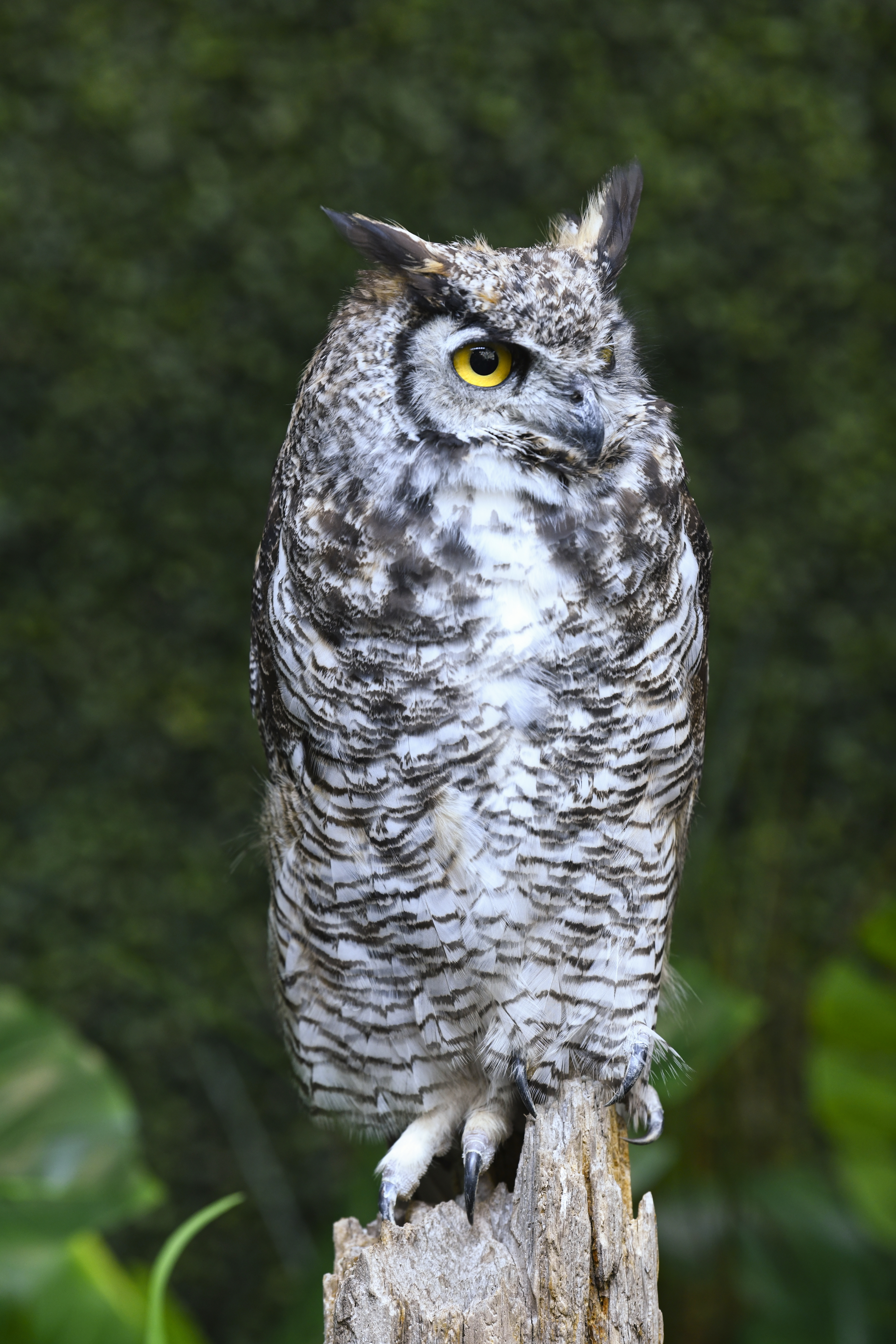
Búho cornudo, común depredador de los cacomixtles.

En un estudio realizado en la isla de San José (en el Golfo de California) se analizó el excremento de los cacomixtles en el cual se mostró que este omnívoro tiende a alimentarse de lo que es más abundante en cada estación del año. Durante la primavera, su dieta consistía principalmente en insectos, que conformaban aproximadamente el 50 % de las heces analizadas. También estuvieron presentes pequeños roedores, serpientes y algunas especies de lagartos. La materia vegetal también se presentó en grandes cantidades, alrededor del 59 % de las heces recolectadas contenían algún tipo de planta. Los frutos Phaulothamnus, Lycium y Solanum fueron los más comunes. Caracterizados por su gran cantidad de semillas y frutos carnosos eran un obvio favorito de esta criatura.
Sus depredadores más comunes son los zorros, coyotes, mapaches, gatos monteses, halcones y búhos. Estos se alimentan de los cacomixtles de todas las edades, aunque predominantemente de los ejemplares más jóvenes y vulnerables. También son presa ocasional de coatíes, linces y pumas. Sin embargo, los cacomixtles son bastante hábiles para evitar depredadores. Su éxito para disuadir a los depredadores se atribuye en gran parte a su capacidad para excretar almizcle cuando se siente amenazado. Los principales depredadores de la cola anillada son el búho cornudo y el halcón de cola roja.

## Reproducción
Los cacomixtles se aparean en la primavera (entre febrero y mayo). El período de gestación es de unos 45 a 50 días, durante los cuales el macho se encargará de proveer comida a la hembra. La camada es de 2 a 4 cachorros. Estos abrirán los ojos tras un mes y crecerán pelaje entre las 5 y 6 semanas. Son destetados en otoño para cazar por su propia cuenta después de cuatro meses. Alcanzarán la madurez sexual a los diez meses. La esperanza de vida de un ejemplar en libertad es de unos siete años.

## Domesticación
Se dice que el cacomixtle es fácilmente domesticable, siendo una mascota cariñosa y un efectivo cazador de ratones. Los mineros y colonos solían tener cacomixtles como mascotas, para mantener sus cabañas libres de roedores. De allí el nombre común de «gato del minero» (a pesar del hecho que el cacomixtle no es un gato ni una civeta). Frecuentemente se hacía un agujero en una pequeña caja que era situada cerca de una fuente de calor (quizás una estufa a leña), para que el animal tuviera un lugar oscuro y tibio para dormir durante el día, saliendo de esta al caer la noche para cazar ratones en la cabaña.[cita requerida]
Es el mamífero oficial del estado de Arizona y la mascota de la Facultad de Ciencias Biológicas de la Universidad Autónoma de Nuevo León.